# Kömlőd
Kömlőd é um município da Hungria, situado no condado de Komárom-Esztergom. Tem 22,84 km² de área e sua população em 2015 foi estimada em 1.090 habitantes.